# Tito Veturio Gémino Cicurino (cónsul 462 a. C.)
Tito Veturio Gémino Cicurino  fue un cónsul romano en el año 462 a. C., con Lucio Lucrecio Tricipitino a su lado.
Con su colega, derrotó a los volscos, cuando estos últimos regresaban de una invasión del territorio romano cargados de botín, aniquilando a casi todo el ejército enemigo. A consecuencia de esta acción, ambos entraron en Roma con el honor de una ovación.